# Hundling
Hundling – miejscowość i gmina we Francji, w regionie Grand Est, w departamencie Mozela.
Według danych na rok 1990 gminę zamieszkiwały 1 322 osoby, a gęstość zaludnienia wynosiła 199 osób/km² (wśród 2335 gmin Lotaryngii Hundling plasuje się na 300. miejscu pod względem liczby ludności, natomiast pod względem powierzchni na miejscu 864.).